# Club Kung Fu
Club Kung Fu é o primeiro compacto da banda estoniana Vanilla Ninja, do álbum Vanilla Ninja.

## Faixas
1. Massimo Radio Edit
2. Short Edit
3. Dance Radio
4. Club Mix
5. Fast Break Beat Mix
6. Slow Break Beat

## Desempenho nas paradas musicais
| Parada                  | Melhor posição |
| ----------------------- | -------------- |
| Germany Singles Top 100 | 95             |